# Craintilleux
Craintilleux é uma comuna francesa na região administrativa de Auvérnia-Ródano-Alpes, no departamento de Loire. Estende-se por uma área de 8,22 km². Em 2010 a comuna tinha 1 366 habitantes (densidade: 166,2 hab./km²).